# Martim Silveira
Martim Mércio da Silveira, oft auch nur Martim (* 2. März 1911 in Bagé; † 26. Mai 1972 in Rio de Janeiro), war ein brasilianischer Fußballnationalspieler und Fußballtrainer. Der Spieler von Botafogo und Boca Juniors wurde mit der Nationalmannschaft Dritter bei der Weltmeisterschaft 1938.

## Karriere
Martim Silveira, ein Halbstürmer, bzw. nach heutiger Interpretation offensiver Mittelfeldspieler. spielte in seiner Karriere überwiegend für den Botafogo FC aus Rio de Janeiro, der nach einer Fusion 1948 zum heutigen Botafogo FR wurde. Mit Botafogo wurde er zwischen 1930 und 1935 viermal Meister von Rio de Janeiro. Bei den Meisterschaften 1934 und 1935 trat Botafogo allerdings in der damals durch ein Schisma aufgeteilten Fußballwelt von Rio im dem Amateurismus verpflichteten Verband FMD an, während sich zahlreiche andere Vereine in der Liga Carioca de Futebol organisierten.
Von Februar bis Dezember 1933 spielte er für die Boca Juniors aus Buenos Aires, mit denen er Vizemeister von Argentinien wurde. Er war der erste Brasilianer, der für den Klub spielte.
Seinen ersten Auftritt bei der Nationalmannschaft Brasiliens hatte er bei der Copa Río Branco 1932. Bei dieser sowie den Fußball-Weltmeisterschaften 1934 war er Kapitän der Mannschaft. Bei der Weltmeisterschaft 1938 vertrat er den verletzten Kapitän Leônidas da Silva im Halbfinalspiel gegen Italien. Insgesamt bestritt er 27 Spiele mit der Nationalmannschaft, davon allerdings nur sechs bei offiziellen Länderspielen. In diesen gelang ihm kein Tor, in den Freundschaftsspielen zwei.
Nach seinem Ableben wurde er am 27. Mai 1972 auf dem Friedhof São Jõao Batista in Botafogo in Anwesenheit ehemaliger Mitspieler und Vereinsoffizieller beigesetzt.

## Erfolge
Botafogo
- Campeonato Carioca: 1930, 1932, 1934, 1935

Boca Juniors
- Primera División (Argentinien): Vizemeister 1933

Nationalmannschaft
- Copa Río Branco: 1932